# Mathieu Perget
Mathieu Perget (Montalban, 18 de setembre de 1984) és un ciclista francès, professional des del 2006 fins al 2015.
En el seu palmarès destaca la victòria en la prova en ruta dels Jocs del Mediterrani de 2005 i el Tour del Llemosí de 2009.

## Palmarès
- 2004
  - Vencedor d'una etapa de la Kreiz Breizh Elites
- 2005
  -  Medalla d'or en la prova en ruta dels Jocs del Mediterrani
  - Vencedor d'una etapa de la Ronde de l'Isard d'Ariège
  - Vencedor d'una etapa del Tour de Gironda
- 2009
  - 1r al Tour del Llemosí
- 2013
  - 1r a la Volta al Marroc i vencedor d'una etapa

### Resultats a la Vuelta a Espanya
- 2011. 24è de la classificació general

### Resultats al Tour de França
- 2010. 64è de la classificació general

### Resultats al Giro d'Itàlia
- 2007. 91è de la classificació general
- 2008. 112è de la classificació general
- 2009. 72è de la classificació general
- 2012. 53è de la classificació general